# Association de droit local alsacien-mosellan
Pour les articles homonymes, voir association.
Une association de droit local alsacien-mosellan est, en droit français des associations, un statut juridique spécifique aux associations ayant leur siège social dans l'un des départements d'Alsace-Moselle. Ce statut est défini aux articles 21 à 79-III du code civil local entrés en vigueur le 1er janvier 1900.
La loi d'Empire allemand de 1908, composée de neuf articles, qui sert parfois à dénommer improprement les associations de droit local, est en fait un texte concernant essentiellement les associations politiques. Elle est abrogée en 2003 et ses dispositions sont réparties entre divers autres textes, en particulier le Code général des impôts et le Code civil local.
Les religions non soumises au concordat en Alsace-Moselle sont libres de s’organiser selon ce statut juridique protecteur d'association de droit local qui offre une grande capacité juridique.

## Spécificités
Sept membres fondateurs sont nécessaires pour créer une association de droit local alsacien-mosellan. Ces membres fondateurs doivent signer les statuts de l'association. Ce nombre n'est pas nécessaire au cours de la vie de l'association ; par contre, si le nombre de membres passe sous trois, elle perdra sa capacité juridique.
L'association soumet son inscription au registre des associations tenu par le tribunal d'instance du siège de l'association. Un double contrôle est alors effectué par la justice sur la forme, et par la préfecture sur le fond, quant à la conformité de l'objet social avec l'ordre public, les lois pénales et les bonnes mœurs.
La publicité légale de l'inscription se fait dans un journal local de publications légales, à la différence de l'association loi de 1901 qui doit le faire auprès du Journal officiel de la République française.
Du fait du contrôle juridique, l'inscription sur le registre des associations tenu au tribunal d'instance donne à l'association la pleine capacité juridique. Par là même, elle peut dans certains cas avoir des activités à but lucratif (redistribution des bénéfices entre les membres) à condition de ne pas faire de concurrence directe à une entreprise ; elle peut alors être inscrite à une chambre de commerce ou auprès de la chambre de métiers et de l'artisanat et soumise à l'impôt sur les sociétés.
Le décret no 2009-1693 du 29 décembre 2009 confirme, pour ce qui concerne l'Alsace-Moselle, la compétence du tribunal d’instance en matière de tenue du registre des associations.

## Principales particularités
Le cadre législatif d'une association de droit local, diffère de celui de l'association loi de 1901, ce qui conduit de nombreuses associations à établir leurs sièges sociaux dans les départements concernés sans nécessairement y exercer leur activité principale.
Différentes dispositions contenues dans les articles 21 à 76 du droit local contiennent des précisions sur le fonctionnement ou l'organisation de l'association (contrairement à celui de l'association loi de 1901 qui n'impose rien) comme :
- la représentation judiciaire et extrajudiciaire de l'association ;
- la désignation de la direction par l'assemblée des membres ;
- la révocation des dirigeants ;
- les modalités de prises de décisions par la direction ou l'assemblée générale ;
- le pouvoir de décision d'une assemblée générale et son champ de compétence ;
- les modalités et la procédure de modification des statuts ;
- le retrait du droit de vote d'un membre lorsque la résolution devant être votée a pour objet un acte juridique entre lui et l'association ;
- la non-cessibilité ni transmissibilité de la qualité de membre ;
- les modalités de dissolution de l'association par les membres ;
- la présence dans les statuts de dispositions obligatoires.

Le droit local ne comporte pas (contrairement à la loi de 1901) :
- de dispositions imposant la tenue d'un registre spécial, ni de registre des délibérations ;
- de délai de déclaration des modifications statutaires, mais ces modifications ne sont applicables que si elles ont été enregistrées au tribunal d'instance ;
- de sanctions pour le cas où ces modifications ne seraient pas déclarées (cette sanction est inutile puisque la modification n'est pas opposable aux membres et aux tiers tant qu'elle n'a pas été enregistrée).

Les associations de droit local sont de plus en plus soumises au droit général à mesure que les lois et règlements du droit général sont votés ou décidés, car ces textes comportent maintenant systématiquement une disposition ou un article prévoyant que cette loi ou ce règlement est applicable aux associations relevant du droit local.
C'est ainsi le cas pour les instructions fiscales de 1998 et 1999 relatives à la notion de non-lucrativité et aux conséquences fiscales.
Pendant quelque temps, ce statut a paru plus avantageux que celui de la loi de 1901 et il est arrivé que des associations aient créé leur siège social dans l'un de ces trois départements pour bénéficier de ce statut. Cela se raréfie puisque les dispositions législatives ou réglementaires du droit général s'étendent de plus en plus aux associations relevant du droit local.

## Reconnaissance d'utilité publique
La loi de 1901 prévoit, par ses articles 8 à 13 et pour les associations de droit général, la procédure de reconnaissance d'utilité publique. Il n'en est rien dans le Code civil local.
Afin de contourner le problème sans modifier la législation, l'article 80 de la loi de finances de 1985 prévoit la reconnaissance d'utilité publique, non pas des associations elles-mêmes, mais de leur mission. Le décret no 85-1304 du 9 décembre 1985 en fixe les modalités d'application. Ainsi, une association désirant que sa mission soit reconnue d'utilité publique doit en faire la demande auprès du préfet du département concerné. Ses statuts doivent cependant exprimer un but non lucratif et un objet limité aux mêmes domaines que dans le droit général : philanthropique, éducatif, scientifique, social, familial ou culturel.
Le préfet, ayant demandé l'avis du tribunal administratif de Strasbourg, statue sur la demande. Si adéquat, il arrêtera la reconnaissance d'utilité publique qui sera publiée au JORF et inscrite en complément de l’inscription initiale au tribunal d'instance compétent.
Cette reconnaissance d'utilité publique déconcentrée diffère quelque peu de celle du droit général : à titre d'exemples, les associations locales ne peuvent pas bénéficier en 1988 :
- du droit de se constituer partie civile dans certains cas ;
- de la mise à disposition de fonctionnaires territoriaux.

La procédure d'agrément introduite dans le droit local ne concerne en fait que les dégrèvements fiscaux.